# Refuge du Pavé

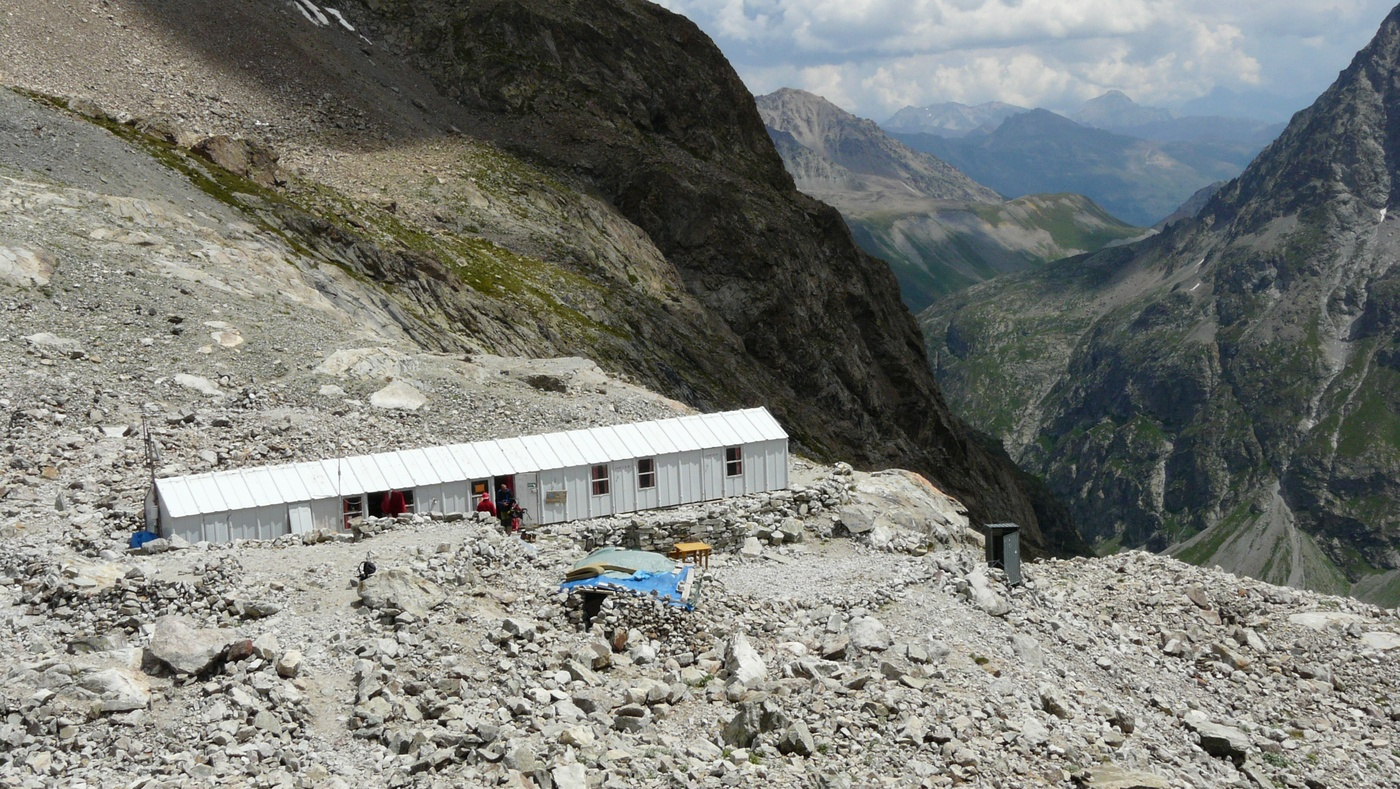
Schronisko Pavé

Refuge du Pavé (pol. schronisko Pavé) – górskie schronisko turystyczne w grupie górskiej Écrins w Alpach Delfinackich we Francji. Jest własnością Fédération française des clubs alpins et de montagne.

## Położenie
Schronisko znajduje się w północnej części grupy Écrins, na wysokości 2841 m n.p.m., w wiszącej dolince u południowych podnóży szczytów Pavé i Pic Gaspard, na brzegu polodowcowego jeziorka Pavé.
Leży w gminie Villar d'Arène w departamencie Hautes-Alpes, w granicach Parku Narodowego Écrins.
Schronisko jest najłatwiej dostępne z przysiółka le Pied du Col w dolinie Romanche, powyżej Villar d'Arène. Stamtąd w górę doliny Romanche aż po Plan de Valfourche, skąd w prawe odgałęzienie – w dolinę potoku Cavales (fr. vallon des Cavales), po czym dużym zakosem pod przełęczą Col du Clot des Cavales w prawo, na północ, na próg polodowcowej dolinki jeziorka Pavé. Razem ok. 4 godzin, 1150 m deniwelacji.

## Charakterystyka
Stare schronisko, wówczas własność CAF (sekcja Briançon), zostało zniszczona przez lawinę. W 1970 roku powstała nowa budowla, która również została natychmiast zniszczona przez lawinę. Aktualny budynek to barak, używany przez ówczesnych budowlańców, który został zaadaptowany na schronisko. Budowla, szerokości ok. 3 m i długa na kilkanaście metrów jest wykonana z blachy. Zimą jest w niej bardzo zimno, a warunki są dość spartańskie. Woda czerpana jest z jeziorka, położonego w odległości ok. 50 m.
Schronisko posiada jedną wspólną salę sypialną z 26 miejscami noclegowymi. Jest obsługiwane z reguły od połowy czerwca do pierwszego weekendu września. Poza tym okresem sala noclegowa (bez pościeli) jest dostępna jako tzw. „schron zimowy”.
Od dłuższego czasu planowana jest w tym miejscu budowa nowego schroniska,.
Schronisko umożliwia szybki dostęp do dużej liczby tras turystycznych i dróg wspinaczkowych: od najłatwiejszych do najtrudniejszych. Alpiniści docenią granitowe trasy Pic Nord des Cavales lub Pointe Emma. Wejście na Pic Gaspard, trudna południowa ściana Le Pavé, przejście grani Pavé - La Meije, Grande Ruine, przełęcz Pavé reklamowane są jako to wspaniałe trasy w skale lub śniegu.